# Chromodomäne
Eine Chromodomäne ist eine Proteindomäne, die zuerst in den Drosophila melanogaster-Proteinen Polycomb (Pc) und Heterochromatin-Protein 1 (HP1) identifiziert wurde. 
Die Aufgabe dieser Domäne in Drosophila ist wahrscheinlich der Transport und die Bindung von Pc und HP1 an das Heterochromatin und andere Chromatinkomponenten. Somit spielen Chromodomänen eine Rolle bei der Chromatin-Remodellierung und der Bildung von Heterochromatin-Regionen, insbesondere im Stilllegen von Genen, dem so genannten epigenetic silencing oder Gen-Silencing. Chromodomänen erkennen und binden N-Termini, die methylierte Lysine aufweisen. Dabei bindet die Chromodomäne von Pc an die methylierte Histonmodifikation H3K27 (Histon 3, Lysin 27), die HP1-Chromodomäne an die di- und trimethylierte Histonmodifikation H3K9 (Histon 3, Lysin 9). Chromodomänen sind ein Bestandteil des RNA-induzierten transkriptionellen Silencing-Komplex (RITS-Komplex).
Bekannte Proteine mit Chromodomänen sind HP1, Polycomb, die Histon-Methyltransferase Suv(3)9, die Helicase CHD und das Retinoblastoma-Bindungsprotein 1 (RBP1).